# Есекс
Вижте пояснителната страница за други значения на Есекс.
Есекс (на английски: Essex) е историческо, церемониално и административно графство в Източна Англия. Граничи с Кеймбриджшър и Съфък на север, със Северно море на изток, с естуара на Темза и Голям Лондон на юг и с Хартфордшър на запад. Център на административното графство Есекс е град Челмсфорд.
Церемониалното графство Есекс включва административното и отделилите се в единни администрации градове Саутенд он Сий и Търък. Историческото графство включва церемониалното, заедно с малки части от Кеймбриджшър и районите на Голям Лондон Баркинг и Дагънам, Хавъринг, Нюам, Редбридж и Уолтам Форест.